# 15160 Вигода
15160 Вигода (15160 Wygoda) — астероїд головного поясу, відкритий 29 березня 2000 року.
Тіссеранів параметр щодо Юпітера — 3,362.
Названо на честь Дженіфер Вигоди, фіналістки 2001 року конкурсу молодих науковців від телеканалу Discovery (англ. Discovery Young Scientist Challenge).